# Gymnosporia jinyangensis
Gymnosporia jinyangensis är en benvedsväxtart som först beskrevs av Che Yung Chang, och fick sitt nu gällande namn av Q.R.Liu och Funston. Gymnosporia jinyangensis ingår i släktet Gymnosporia och familjen Celastraceae. Inga underarter finns listade.